# ستأتي الصبية لتعاتبك: بدايات زمن التمرد
ستأتي الصبية لتعاتبك: بدايات زمن التمرد، مجموعة نصوص وحوارات من مؤلفات الشاعرة والكاتبة العربية السورية غادة السمان، صدرت في عام 2009، عن منشورات غادة السمان في بيروت، لبنان.